# Pierkkujärvi
Pierkkujärvi är en sjö i kommunen Enontekis i landskapet Lappland i Finland. Arean är 35 hektar och strandlinjen är 5,96 kilometer lång. Sjön  ingår i Kemi älvs huvudavrinningsområde.   Den ligger omkring 240 kilometer norr om Rovaniemi och omkring 940 kilometer norr om Helsingfors. 